# Gojirasaurus
Gojirasaurus quayi is een binomiale naam die gegeven is aan een chimaera van materiaal van Theropoda en Shuvosaurus.

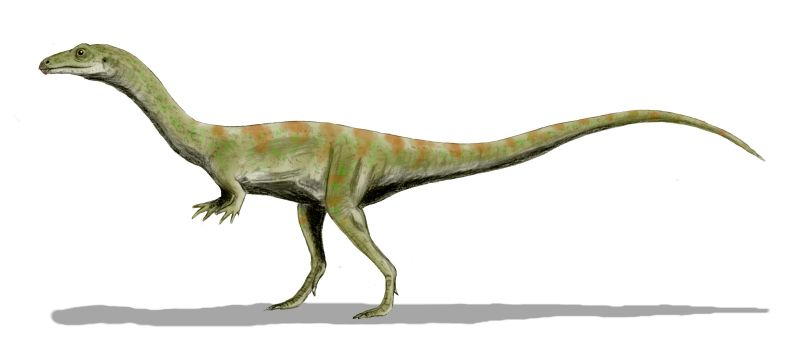
De wervels van het materiaal van Gojirasaurus behoren in feite aan Shuvosaurus

In 1981 werd er bij de Revuelto Creek in Quay County, New Mexico een aantal botten opgegraven waarvan aangenomen werd dat ze aan een enkel individu toebehoorden. In 1985 en 1986 werd de vondst gemeld in de wetenschappelijke literatuur. In 1994 benoemde Adrian Hunt de vondst in een dissertatie als Revueltoraptor lucasi, waarvan de soortaanduiding Jacob Lucas eert, maar dat was een niet geldig gepubliceerde nomen ex dissertatione.
In 1997 benoemde Kenneth Carpenter de typesoort Gojirasaurus quayi. De geslachtsnaam bestaat uit de oorspronkelijke Japanse naam van het filmmonster Godzilla, Gojira, een verwijzing naar de grote omvang. De soortaanduiding verwijst naar Quay County.
Het holotype, UCM 47221, is gevonden in een laag van de Bull Canyon Formation die dateert uit het Norien. Het bestaat uit een tand, ribben, een schouderblad, vier wervels, een schaambeen, een scheenbeen en een middenvoetsbeen. Verschillende losse botten, NMMNH P4666, P16607, P16656, P16946, P17134, P17154, P17258 en UMMP 7274, zijn in 1994 aan de soort toegewezen. In 2007 werd echter vastgesteld dat de wervels van de in 1993 benoemde Shuvosaurus waren, de ribben van een onbepaalde archosauriër en het schaambeen en het scheenbeen van een vorm die behalve in robuustheid niet van Coelophysis te onderscheiden valt. Er is geen lectotype gekozen om het theropode materiaal van dat van Shuvosaurus te scheiden. De naam Gojirasaurus verwijst dus niet simpelweg naar het dier waarvan dat materiaal afkomstig is en evenmin is het een jonger synoniem van Coelophysis.
Het scheenbeen is 469 millimeter lang wat duidt op een lichaamslengte van vijfenhalve meter.
In 1986 werd het materiaal toegewezen aan de Procompsognathidae. In 1994 plaatste Hunt Revueltoraptor in de Herrerasauridae. Het scheenbeen en het schaambeen behoren naar moderne inzichten tot een lid van de Coelophysoidea.